# 10804 Amenouzume
10804 Amenouzume è un asteroide della fascia principale. Scoperto nel 1992, presenta un'orbita caratterizzata da un semiasse maggiore pari a 2,7611684 UA e da un'eccentricità di 0,2211809, inclinata di 9,60919° rispetto all'eclittica.